# Benoît Cazères
Benoît Cazères, né le 5 avril 1976, est le maire de la commune de Selonnet, en France,.

## Biographie
Benoît Cazères, notaire de profession, est élu maire de la commune de Selonnet le 18 mai 2020 et est entré en fonctions le 25 mai 2020. Son mandat prendra fin en 2026. Il a remporté 96% des voix exprimées. Il s'agit de son deuxième mandat à la tête du conseil municipal de cette commune. En effet, il a été élu le 23 mars 2014,.
Il est le petit fils d'Henri Cazères, qui lui aussi a été maire de 1951 à 1977 et est connu comme celui qui inaugura la station de Chabanon,,,